# Jabet Peak
Jabet Peak är en bergstopp i Antarktis. Den ligger i Västantarktis. Argentina, Chile och Storbritannien gör anspråk på området. Toppen på Jabet Peak är 545 meter över havet.
Terrängen runt Jabet Peak är varierad. Havet är nära Jabet Peak åt nordväst. Trakten är obefolkad. Det finns inga samhällen i närheten. 